# Cratere Dank
Dank  è un cratere sulla superficie di Marte.